# 林山駅
林山駅（りんさんえき）は、中華人民共和国江蘇省南京市浦口区竜周線と高新路の交差点にある、南京地下鉄S3号線の駅である。

## 駅名
駅名については、事業着手当初は南京地下鉄集団は「橋林新城西駅」の仮称を用いており、2014年12月31日に「林山駅」を駅名として第一次公示され、2015年1月23日に駅名が「林山駅」に決定したことが発表された。

## 歴史
- 2017年12月6日S3号線の駅として開業。

## 駅構造

### のりば
| 番線 | 路線             | 方面                                    | 行先        |
| ---- | ---------------- | --------------------------------------- | ----------- |
|      | 南京地下鉄S3号線 | 南京南站駅・石楊路・東郊小鎮・東流 方面 | 仙林 行き   |
|      | 南京地下鉄S3号線 | 高家沖・茶棚 方面                       | 西梁山 行き |

### 改札・出入口
- 1号出入口：

## 隣の駅
南京地下鉄
■S3号線
橋林新城駅- 林山駅 - 高家沖駅